# Spelmanstävlingen i Delsbo 1908

Spelmanstävlingen i Delsbo 1908.

Spelmanstävling i Delsbo 1908, var en spelmanstävling i Delsbo år 1908.

## Historik
Spelmanstävlingen i Delsbo 1908 var en del av programet i Hälsingestämman. Antalet tävlande bestod av 41 fiolspelare och en lurblåsare. Prisnämnden bestod av Sven Kjellström, Anders Zorn, stadsnotarien Nils Andersson, organisten Nils Erhard Anjou och Thore Härdelin.

## Deltagare

Deltagare i spelmanstävlingen.

### Fiol (påbörjad)

Hans Wahlman och Anders Olsson spelar.

- Carl Sved, Delsbo.[1]
- Pelle Schenell, Gnarp.[1]
- Sv. Jonsson, Bjuråker.[1]
- Jon-Erik Hall, Hassela socken.[1]
- Jon Ersson, Arbrå.[1]
- Hans Nilsson, Alfta.[1]
- Per Persson, Järvsö.[1]
- Anders Olsson, Alfta.[1]
- Hedin, Enånger.[1]
- Lars-Erik Forslin, Bergsjö.[1]
- L. Persson, Bollnäs.[1]
- Erik Ljung "Kusen", Delsbo.[1]
- Lillback Olof Olsson, Arbrå.[1]
- Hans Wahlman, Alfta.[1]
- Nathan Eriksson, Trönö.[1]
- Petter Krig, Trönö.[1]
- Erik Bergsman, Ljusdal.[1]
- Lars Hult, Undersvik.[1]
- L. J., Järnkrok.[1]
- Åsberg, Bjuråker.[1]
- A. Danielsson, Söderhamn.[1]

### Lur

Brita Häll spelar på sin näverlur.

- Brita Häll, Ljusdal.[1]

## Pristagare

### Fiol
| Pris       | Namn               | Kommentar | Prissumma  |
| ---------- | ------------------ | --------- | ---------- |
| Förstapris | Carl Sved          |           | 40 kronor. |
| Andrapris  | Pelle Schenell     |           | 30 kronor. |
| Tredjepris | Sv. Jonsson        |           | 20 kronor. |
| Fjärdepris | Jon-Erik Hall      |           | 15 kronor. |
| Extrapris  | Jon Ersson         |           | 15 kronor. |
| Extrapris  | Hans Nilsson       |           | 15 kronor. |
| Extrapris  | Per Persson        |           | 10 kronor. |
| Extrapris  | Anders Olsson      |           | 10 kronor. |
| Extrapris  | Hedin              |           | 10 kronor. |
| Extrapris  | Lars-Erik Forslin  |           | 10 kronor. |
| Extrapris  | L. Persson         |           | 10 kronor. |
| Extrapris  | Erik Ljung "Kusen" |           | 10 kronor. |

### Samspel
| Pris       | Namn                                | Kommentar | Prissumma  |
| ---------- | ----------------------------------- | --------- | ---------- |
| Förstapris | Jon Ersson och Lillback Olof Olsson |           | 25 kronor. |
| Andrapris  | Hans Wahlman och Anders Olsson      |           | 20 kronor. |
| Tredjepris | Nathan Eriksson och Petter Krig     |           | 15 kronor. |
| Fjärdepris | Erik Bergsman och Lars Hult         |           | 10 kronor. |
| Extrapris  | L. J. och Åsberg                    |           | 10 kronor. |

### Övriga
| Pris           | Namn       | Kommentar | Prissumma             |
| -------------- | ---------- | --------- | --------------------- |
| Lurblåsning    | Brita Häll |           | 25 kronor.            |
| Publikens pris | Lars Hult  |           | 5 kronor och en fiol. |